# Curium(III)-hydroxid
Curium(III)-hydroxid ist eine chemische Verbindung des radioaktivem Curiums aus der Gruppe der Hydroxide.

## Gewinnung und Darstellung
Curium(III)-hydroxid kann durch Reaktion von Ammoniak mit Curium3+-Salzlösungen gewonnen werden. Es wurde 1947 als erste Curiumverbindung aus einem Fallout dargestellt.

## Eigenschaften
Curium(III)-hydroxid ist ein farbloser bis gelblicher Feststoff, der sehr schwer löslich in Wasser ist. Er besitzt eine hexagonale Kristallstruktur vom Uran(III)-chlorid-Typ mit der Raumgruppe P63/m (Raumgruppen-Nr. 176). Durch die Radioaktivität von Curium zersetzt sich die Verbindung innerhalb eines Tages.